# Carlos Castillo Mattasoglio
Carlos Gustavo Castillo Mattasoglio, né le 28 février 1950 à Lima au Pérou, est un prêtre catholique péruvien, archevêque de Lima à partir de 2019. Le pape François le crée cardinal au cours du consistoire qui se tient le 7 décembre 2024.

## Biographie

### Jeunesse et formation
Carlos Castillo étudie au collège des Augustins. Il étudie la sociologie à l'université nationale principale de San Marcos et la théologie à l'université pontificale grégorienne de Rome et obtient ensuite un doctorat en théologie.
Proche de Gustavo Gutierrez Merino, père de la théologie de la libération, il se distingue par l'option préférentielle pour les pauvres.

### Évêque
Il est nommé archevêque de Lima le 25 janvier 2019 par le pape François. Il est consacré évêque le 2 mars 2019 par le nonce Nicola Girasoli et par le cardinal Pedro Barreto.
Le 6 octobre 2024, le pape François annonce qu'il sera créé cardinal le 7 décembre 2024. Il est créé avec le titre de cardinal-prêtre de Santa Maria delle Grazie a Casal Boccone.
Le 11 janvier 2025, le pape le nomme membre du Dicastère pour le service du développement humain intégral.

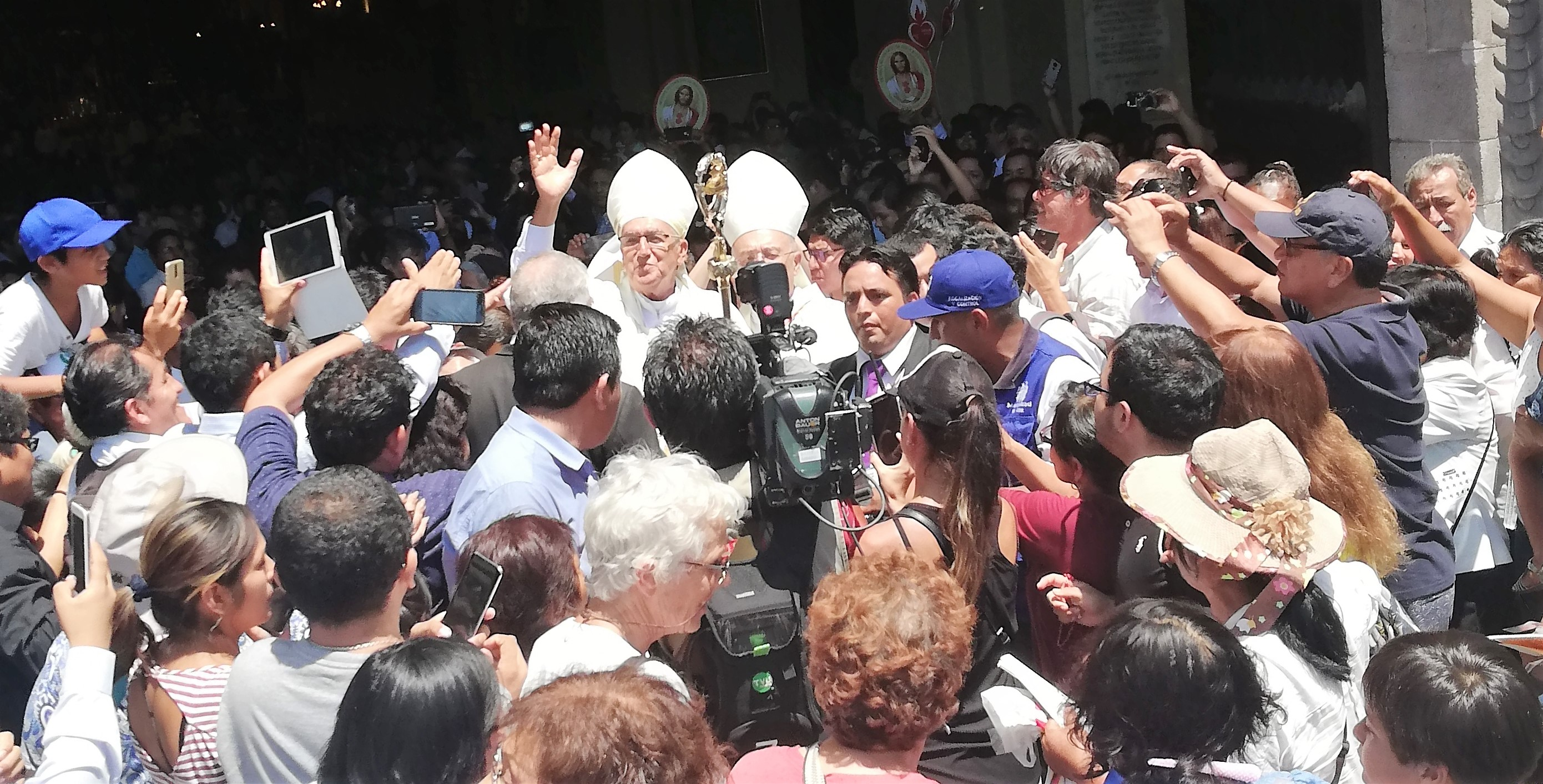
Archevêque Carlos Castillo, Lima (2019).